# 脱臼

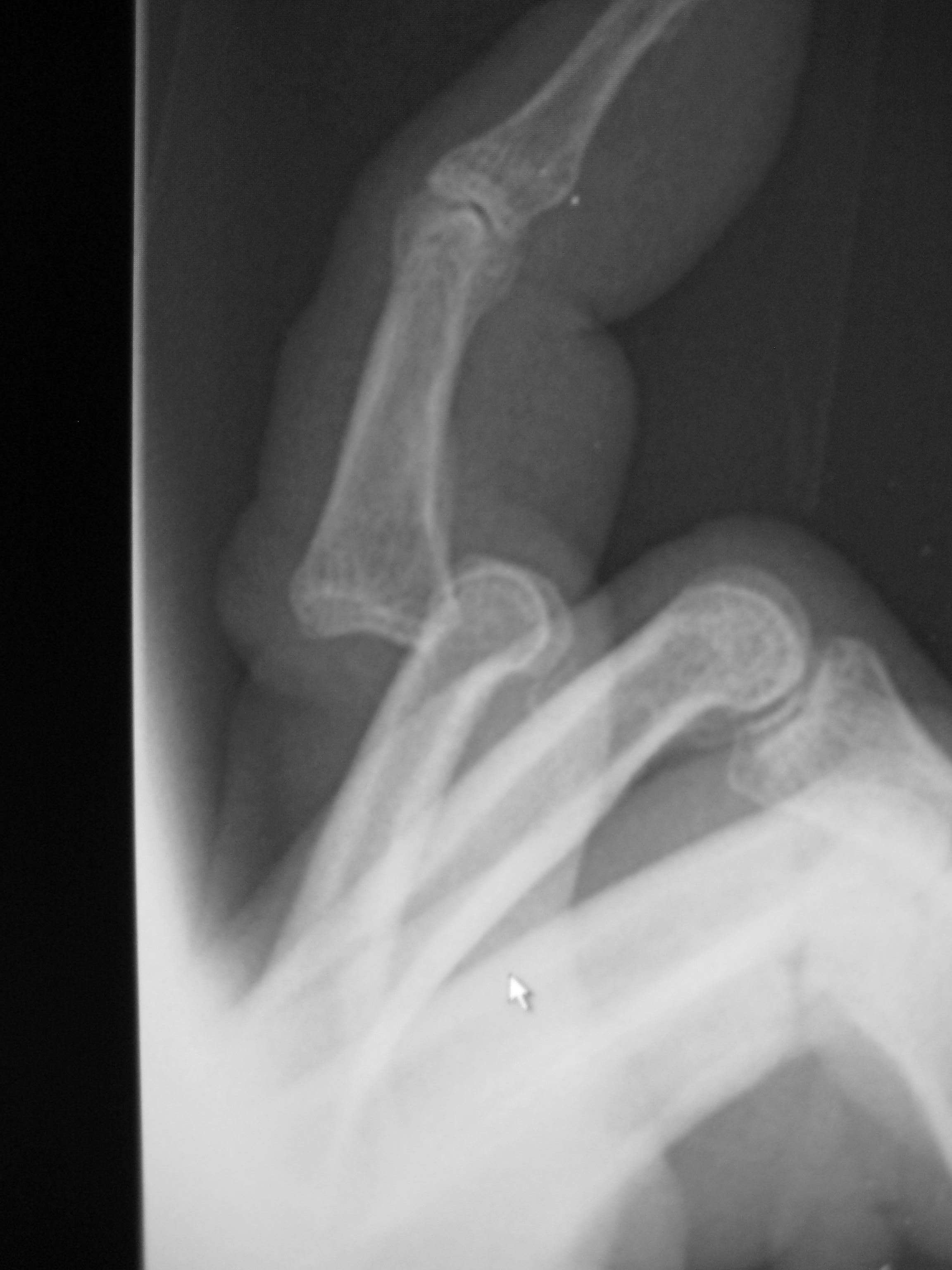
右第2指近位指節間関節に発生した外傷性脱臼

脱臼（だっきゅう、dislocation, luxation）とは、関節を構成する骨同士の関節面が正しい位置関係を失っている状態。
程度により完全脱臼と不完全脱臼（亜脱臼）に分類される。
靭帯や軟骨、骨が損傷を受けるため、骨を正しい位置に戻しただけでは治らず、ギプスでの固定か手術が必要で、後遺症が残る可能性もある。

## 概要

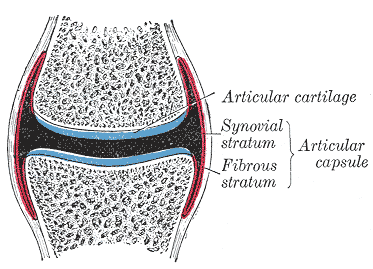
関節の一般的な構造。水色は関節軟骨。赤色は関節を包む関節包

関節とは骨と骨の連結部分であり、骨と骨が向かい合っている面がある（右図では水色の部分）。この面が位置関係が本来の状態からずれた状態を脱臼と呼ぶ。
外力により発生するほか、病的な原因で起こるケースがある（→原因による分類）。
脱臼の症状のうち、脱臼固有の症状には弾発性固定、関節部の変形がある。また、一般外傷症状（脱臼固有ではない症状）として疼痛、腫脹、機能障害があげられる（→#症状）。
脱臼が見落とされるなどして長期間放置されると、徒手整復が困難となるため、早期に治療を行うことが大切である。
脱臼の発生頻度は青壮年で高く、小児や高齢者では比較的少ない。これは、小児や高齢者では外力が働いた場合に脱臼ではなく骨折を起こすためと考えられている。
なお、関節部の損傷を示す言葉のひとつに捻挫があるが、これは関節包や靭帯の損傷を指す用語であり、骨の位置関係の異常を指すものではない。

## 分類
脱臼は様々な観点から分類することができる。
程度による分類
1. 完全脱臼(complete dislocation)
骨同士の関節面が完全にずれ、接触がない。
2. 不完全脱臼または亜脱臼(incomplete dislocation)
関節面に部分的な接触が残っている。

原因による分類
1. 外傷性脱臼(traumatic dislocation)
外力により、関節が生理的範囲をこえる運動を強制されて発生する。ほとんどの場合、骨の一方が関節包を破って関節の外へ出るが、顎関節脱臼や股関節中心性脱臼(大腿骨頭が寛骨臼を突き破る)では、関節包を破らない。
2. 病的脱臼(pathologic dislocation)
もともと靭帯や関節包に病的変化があり、わずかな外力あるいは外力なしに発生する。
  - 麻痺脱臼
関節に関与する筋が麻痺し、関節を固定する筋、靭帯、関節包に伸びが生じて脱臼に至る。例えば、脳血管障害による片麻痺により肩関節亜脱臼が生じるケースがある。
  - 拡張性脱臼
関節が炎症をおこし関節内に滲出物が多量に溜まり、関節包が広がって脱臼に至る。
  - 破壊性脱臼
骨の関節面や関節包が破壊されて脱臼に至る。関節リウマチによる手指の脱臼などがこれに該当する。

関節面の相対位置による分類
近位関節面に対する遠位関節面の位置で分類する。
- 近位関節面に対して遠位関節面が前方に転位した場合は前方脱臼、後方に転位した場合は後方脱臼、上方に転位した場合は上方脱臼、下方に転位した場合は下方脱臼と呼ぶ。
- 近位関節面に対して遠位関節面が側方に転位した場合は、側方脱臼と呼ぶ。これはさらに内側脱臼と外側脱臼に細分される。遠位関節面が正中面の方向へ転位した場合が内側脱臼、正中面から遠ざかる方向へ転位した場合が外側脱臼である。
- 大腿骨頭が寛骨臼窩を破壊して中に入り込んだ場合は、中心性脱臼あるいは内方脱臼と呼ぶ。

時期による分類
1. 先天性脱臼(congenital dislocation)
先天的な発育不全により起こる。
2. 後天性脱臼(acquired dislocation)
出生後に外力や病気により起こる。

## 症状
脱臼固有の症状
- 弾発性固定(弾発性抵抗)
患部に対して他動的に運動を試みると、弾力のある抵抗が認められる。ある程度は動くが、力を緩めるともとに戻る。

- 関節の変形

一般外傷症状(脱臼固有ではない症状)
- 疼痛
- 腫脹
- 関節血腫
- 機能障害

## 治療
脱臼に陥る場所は多用される関節に限らず、骨と骨を繋ぐ場所ならば何処でも起こり得る。脱臼の症状に、関節部の痛みや腫脹、関節の変形、関節を軸にその先の部位が正常に動かす事が出来ない、脱臼をした部位が短くなっている、等の症状がある場合、脱臼が起こっている恐れがある。脱臼は一刻も早く元に戻す事が大切であり、遅くとも8時間以内に整復を行うべきである。あまり遅れると、全身麻酔の手術が必要となることもある。
人体には自己修復機能があり、また素人治療が施される事があるが、脱臼の整復には原則として専門家の手を必要とする。素人治療のあげく、正確な定位置に復元されていない状態で長時間が経ってしまうと、関節が変形した状態で固定されてしまい、将来痛みや炎症の原因ともなりうる。
整復には固定が必要であり、関節の回復は遅くおよそ6～9ヶ月かかる事からも根気良く時間をかけ修復する必要があるが、肩関節や顎関節は日常で使う部位であり、長期固定が難しい事もあり脱臼が習慣化する事が多い。
自分で整復できた場合でも専門家や医療機関での受診が必須である。関節内の損傷状況により固定、リハビリテーション、加療が必要となる。
特に、靭帯などや周辺の筋肉損傷、骨折、神経組織を圧迫している場合もあるので、素人判断は禁物である。

## 反復性・習慣性の脱臼
外傷性脱臼を起こしたあとに、軽微な力で脱臼を繰り返すことがあり、これを反復性脱臼と呼ぶ。治療を中断して固定期間が不足した場合、腱の付着部位が剥離骨折している場合などに発生する。肩関節、顎関節に発生しやすい。また、明らかな外傷がないにもかかわらず軽微な力で脱臼を繰り返すものを習慣性脱臼と呼ぶ。関節の弛緩など素因がある場合に発生することがある。

## 部位別頻度
- 一位：肩関節前方脱臼
- 二位：肘関節後方脱臼
- 三位：顎関節前方脱臼
- 四位：肩鎖関節上方脱臼
- 五位：第一中手指節関節背側脱臼

## 腱脱臼
腱を骨溝に固定する筋支帯もしくは靭帯が損傷され、腱が本来の位置から滑り出た状態を腱脱臼（英：dislocation of the tendon、独：Sehnenluxation）という。腓骨筋腱や上腕二頭筋長頭腱に起こることが多いが、まれに後脛骨筋腱にも見られる。腓骨筋腱で起こる症例では長腓骨筋腱のみのものが多く、整復は容易であるが再脱臼を起こしやすい。脱臼発生時には弾発と同時に疼痛が起こる。ほとんどの場合は外傷性だが、腱の通る溝が浅いことも素因になる場合がある。いずれも反復性になるため、手術を要する。